# Cơm rượu một hoa
Cơm rượu một hoa (danh pháp khoa học: Glycosmis singuliflora) là một loài thực vật có hoa trong họ Cửu lý hương. Loài này được Kurz mô tả khoa học đầu tiên năm 1876.